# Пунськ (гміна)
Гміна Пунськ (пол. Gmina Puńsk, лит. Punsko valsčius) — сільська гміна у східній Польщі. Належить до Сейненського повіту Підляського воєводства.
Станом на 31 грудня 2011 у гміні проживало 4323 особи.

## Територія
Згідно з даними за 2007 рік площа гміни становила 138.37 км², у тому числі:
- орні землі: 79.00%
- ліси: 11.00%

Таким чином, площа гміни становить 16.16% площі повіту.

## Населення
Станом на 31 грудня 2011:
| Опис     | Загалом | Загалом | Чоловіки | Чоловіки | Жінки | Жінки |
| -------- | ------- | ------- | -------- | -------- | ----- | ----- |
| одиниця  | осіб    | %       | осіб     | %        | осіб  | %     |
| все      | 4323    | 100     | 2164     | 50.06    | 2159  | 49.94 |
| міське   | 0       | 100     | 0        |          | 0     |       |
| сільське | 4323    | 100     | 2164     | 50.06    | 2159  | 49.94 |

За переписом 2002 року 74,9% мешканців гміни назвалося литовцями, 25,1% — поляками.
За переписом 2011 року 75,7% мешканців гміни назвалося литовцями, 24,3% — поляками.

## Сусідні гміни
Гміна Пунськ межує з такими гмінами: Краснополь, Сейни, Шиплішкі.